# Polypedilum artifer
Polypedilum artifer är en tvåvingeart som först beskrevs av Charles Howard Curran 1930.  Polypedilum artifer ingår i släktet Polypedilum och familjen fjädermyggor. Inga underarter finns listade i Catalogue of Life.